# Parallel Lines
Parallel Lines è il terzo album del gruppo musicale statunitense Blondie pubblicato nel 1978. È stato inserito alla 140ª posizione nella Lista dei 500 migliori album secondo Rolling Stone.
L'album ha raggiunto la prima posizione nella classifica Official Albums Chart, la seconda nella Billboard Canadian Albums e la sesta nella US Top LPs.

## Tracce
Lato A
1. Hanging on the Telephone (cover di The Nerves) – 2:17 (Jack Lee)
2. One Way or Another – 3:31 (Deborah Harry, Nigel Harrison)
3. Picture This – 2:53 (D. Harry, Chris Stein, Jimmy Destri)
4. Fade Away and Radiate – 3:57 (C. Stein)
5. Pretty Baby – 3:16 (D. Harry, C. Stein)
6. I Know but I Don't Know – 3:53 (Frank Infante)

Lato B
1. 11:59 – 3:19 (J. Destri)
2. Will Anything Happen? – 2:55 (J. Lee)
3. Sunday Girl – 3:01 (C. Stein)
4. Heart of Glass – 3:54 (D, Harry, C. Stein)
5. I'm Gonna Love You Too (cover di Buddy Holly) – 2:03 (Joe B. Mauldin, Niki Sullivan, Norman Petty)
6. Just Go Away – 3:21 (D. Harry)

Bonus track della riedizione su CD del 2001
1. Once I Had a Love (a.k.a. The Disco Song) (versione del 1978) – 3:18 (D. Harry, C. Stein)
2. Bang a Gong (Get it On) (live registrato l'11 aprile 1978 al The Paradise di Boston) – 5:30 (Marc Bolan)
3. I Know but I Don't Know (live registrato l'11 giugno 1976 al Walnut Street Theatre di Filadelfia) – 4:35 (F. Infante)
4. Hanging on the Telephone (live registrato nel 1980 a Dallas) – 2:21 (J. Lee)

Bonus track dell'edizione deluxe per collezionisti del 2008
1. Heart of Glass (7" single version) – 4:10
2. Sunday Girl (versione in francese, dal singolo 12 pollici Sunday Girl) – 3:04
3. Hanging on the Telephone (Nosebleed Handbag Remix) (da Beautiful: The Remix Album) – 6:14
4. Fade Away and Radiate (108 BPM Remix) (da Beautiful: The Remix Album) – 5:16

## Formazione
- Deborah Harry - voce
- Chris Stein - chitarra
- Frank Infante - chitarra
- Nigel Harrison - basso
- Jimmy Destri - tastiere, pianoforte, sintetizzatore, cori
- Clem Burke - batteria

## Classifiche
| Paese         | Posizione più alta |
| ------------- | ------------------ |
| Austria       | 24                 |
| Canada        | 2                  |
| Germania      | 9                  |
| Grecia        | 10                 |
| Norvegia      | 16                 |
| Nuova Zelanda | 3                  |
| Paesi Bassi   | 7                  |
| Portogallo    | 7                  |
| Regno Unito   | 1                  |
| Stati Uniti   | 6                  |
| Svezia        | 9                  |